# 호켄하임링

길이 4.574 km인 호켄하임링

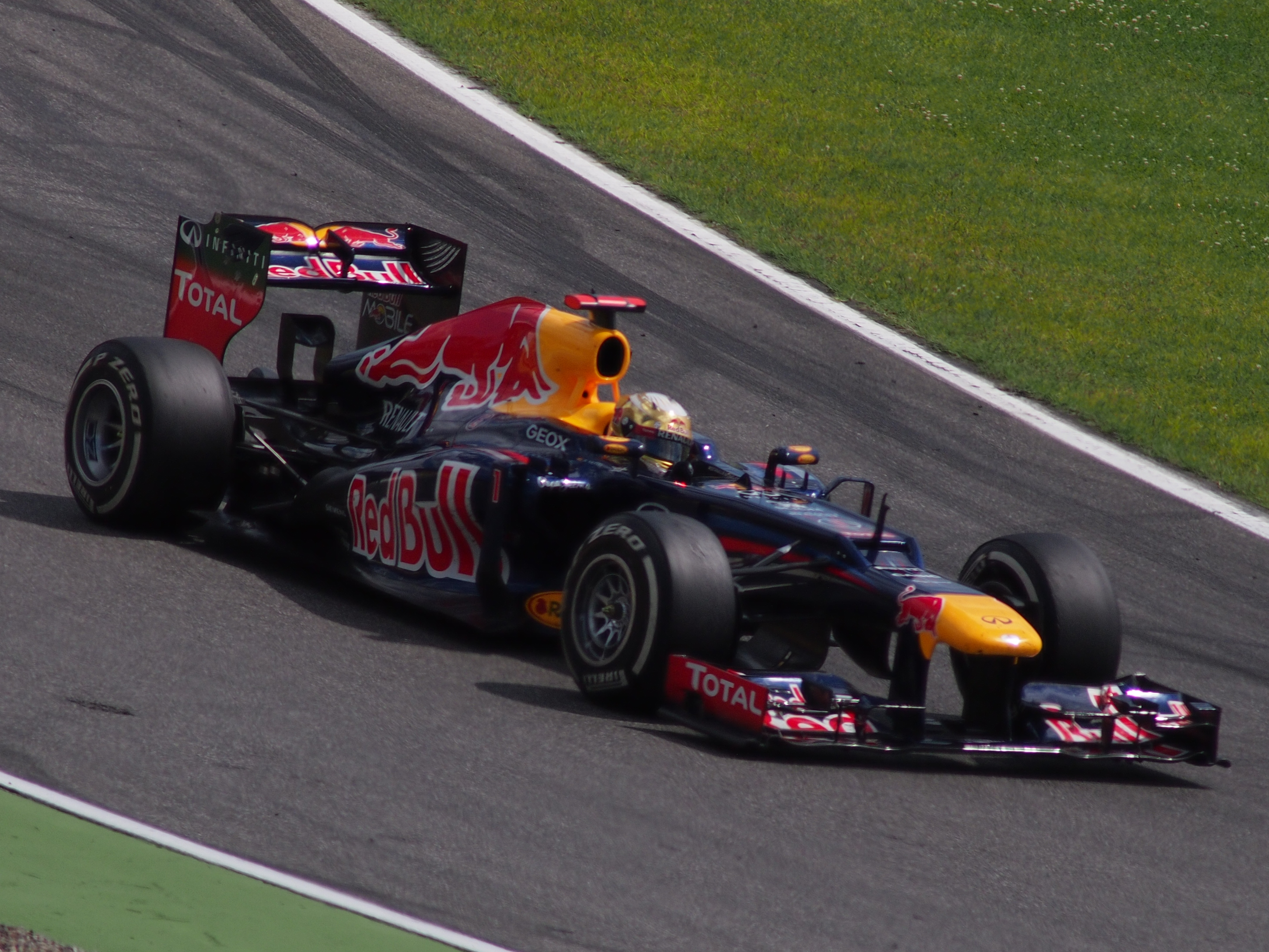
2012년 F1 경주의 세바스티안 베텔

호켄하임링(독일어: Hockenheimring)은 독일 호켄하임에 위치한 자동차 경주장이다.

## 역사
히틀러 정부(1933년 1월 30일-1945년 4월 30일) 직전인 1930년에 건설되었다. 약간의 공사를 거쳐 1932년 첫 번째 모터사이클 경기가 열린다. 1947년엔 호켄하임-링 GmbH라는 회사가 설립돼 본격적인 모터스포츠 대회를 열기 시작했다. 1970년, 포뮬러 원(F1) 대회가 처음 열리며 관심을 모았고, 1971년부터 뉘르부르크링(Nürburgring)에서 다시 F1 대회가 열렸지만 1976년에 큰 사고가 발생하며 1977년부터 호켄하임이 대회를 유치했다. 2007년부터는 우여곡절을 겪었지만 뉘르부르크링과 번갈아가며 F1 독일 그랑프리를 열고 있다.
뉘르브르크링과 함께 격년제로 F1 독일 그랑프리를 개최하는 호켄하임링(길이 4.574km)은 1930년대 메르세데스 벤츠의 주행실험을 위한 목적으로 만들어졌다.

## 같이 보기
- 뉘르부르크링